# Berliner Sportpalast

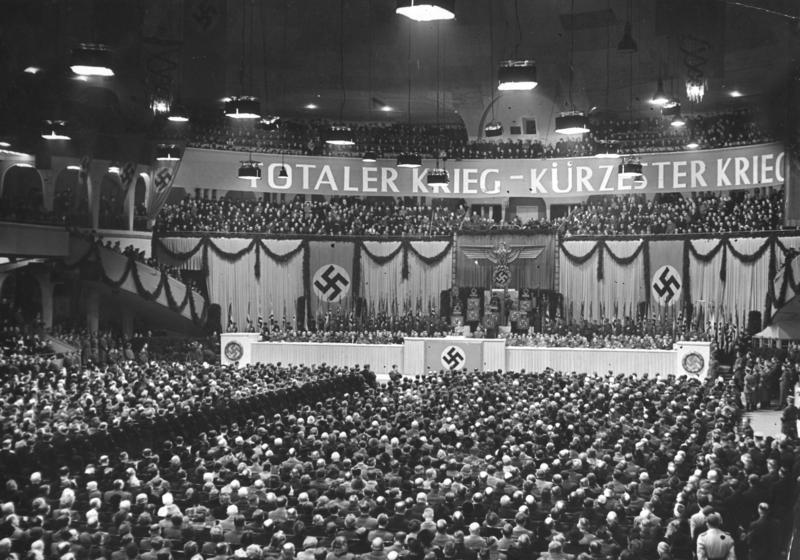
Goebbels roept op tot de 'Totale Oorlog' in 1943

Het Berliner Sportpalast was tussen 1910 en 1973 een sporthal in de Berlijnse wijk Schöneberg. Deze sporthal was de grootste sporthal van de Duitse hoofdstad en werd voor vele evenementen gebruikt. Het Sportpalast bood ruimte aan bijeenkomsten tot 14.000 bezoekers en is in de geschiedenis het meest bekend geworden door de toespraak van Joseph Goebbels, die de Duitse bevolking tijdens de Tweede Wereldoorlog in 1943 opriep tot de 'Totale Oorlog'.
Het Sportpalast ging open in november 1910 en was gebouwd voor ijshockey- en schaatswedstrijden. Het was in die tijd het grootste overdekte schaatscomplex ter wereld. In latere jaren werden in het Sportpalast zesdaagsewedstrijden en bokswedstrijden georganiseerd. Ook werden grote politieke bijeenkomsten en evenementen als het Bockbierfest gehouden.
Ook na de machtsovername in 1933 door de nazi's werd het Sportpalast gebruikt voor grote politieke bijeenkomsten. Goebbels noemde het Sportpalast Onze grote politieke tribune.
In de oorlog raakte het Sportpalast zwaar beschadigd en werd het dak verwoest. In 1951 werd het Sportpalast, toen nog zonder dak, geopend voor schaatswedstrijden. In 1953 had het complex weer een dak. In de naoorlogse jaren werden ook popconcerten gehouden. Bekende artiesten als Zarah Leander, Bill Haley, The Beach Boys, Jimi Hendrix, Pink Floyd en Deep Purple traden hier op.
In de jaren zeventig kon het Sportpalast niet meer rendabel geëxploiteerd worden. Het Sportpalast sloot in 1973 zijn deuren en werd afgebroken. Op de plaats van het vroegere Sportpalast staat nu sociale woningbouw. Dit hoogbouwcomplex heeft in Berlijn de bijnaam 'Sozialpalast'.